# Marie de Hohenlohe-Schillingsfürst
Marie Pauline Antoinette, princesse de Hohenlohe-Schillingsfürst, née princesse de Sayn-Wittgenstein-Ludwigsburg le 18 février 1837 à Woronińce et morte le 21 janvier 1920 au château de Friedstein, près de Stainach, est une mécène autrichienne.

## Biographie

### Enfance et jeunesse

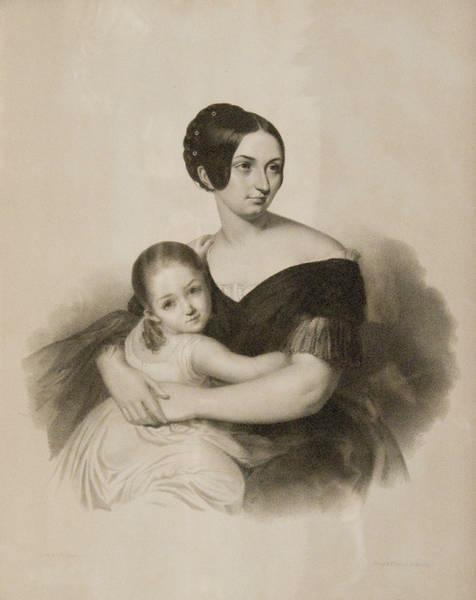
La princesse Marie avec sa mère Carolyne zu Sayn-Wittgenstein, vers 1840

Marie zu Sayn-Wittgenstein est née en 1837, à Woronińce, dans le sud de l'Ukraine, en tant que fille du prince Nikolaus de Sayn-Wittgenstein-Ludwigsburg-Berleburg, Rittmeister impérial russe, et de la princesse Carolyne, née von Iwanowska. Son enfance est marquée par les querelles de ses parents et la fuite de sa mère vers l'Allemagne en 1848 pour rejoindre son idole et plus tard amant Franz Liszt. À partir de 1849, Marie, qui avait emmené sa mère avec elle de Russie, grandit avec elle et Liszt à Weimar, où elle entre très tôt en contact avec la scène musicale et artistique de son époque ; Richard Wagner et Hector Berlioz, entre autres, fréquentent l'Altenburg de Weimar, où sa mère a élu domicile. Liszt dédie les Six chants polonais op.74 de Frédéric Chopin transcrits pour le piano (1860) à la princesse. Sa mère lui fait transférer ses biens hérités en temps utile, de sorte qu'elle est financièrement en sécurité malgré le divorce de ses parents en 1855.

### Vie adulte

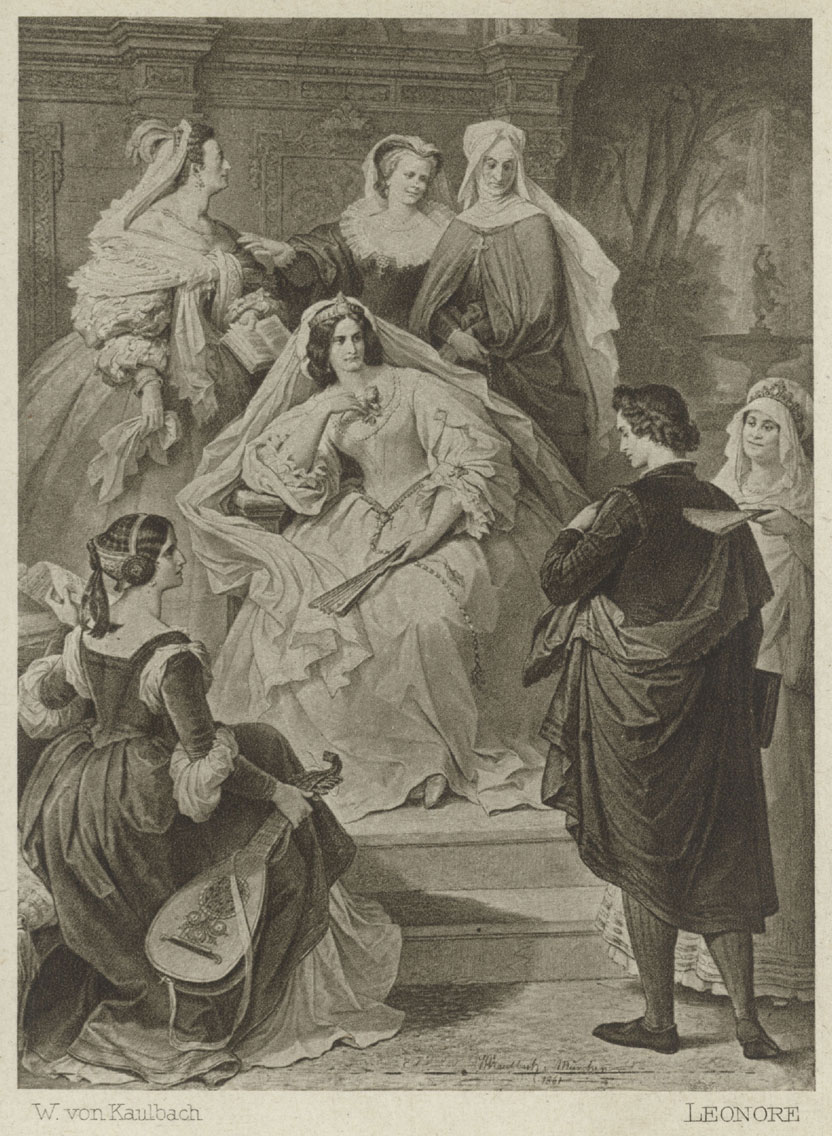
Marie Hohenlohe dans le rôle de Léonore, du Tasse, peint par Wilhelm von Kaulbach vers 1864

En 1859, Marie épouse à Weimar le prince Konstantin zu Hohenlohe-Schillingsfürst (de) (1828–1896), un fonctionnaire de la cour autrichienne, et s'installe à Vienne. Avec la nomination de son mari comme Premier Oberhofmeister de l'empereur François-Joseph Ier en juillet 1866, elle accède à une position de premier plan à la cour impériale d'Autriche, où elle s'est activement impliquée dans la promotion de la vie culturelle. Ses protégés comprennent : Gottfried Semper, Franz von Dingelstedt, Adolf von Wilbrandt et Ferdinand von Saar. Elle entretient une amitié particulière avec Friedrich Hebbel. Élevée dans un milieu musical et intellectuel, elle se consacre à des projets littéraires : elle traduit du français Le Tailleur de pierres de Saint-Point d'Alphonse de Lamartine et la biographie de Chopin par Liszt – que certains pensent provenir en fait de sa mère.
Elle est également active dans le domaine de la philanthropie. À son initiative, la Leopoldstädter Volksküche (Cuisine populaire de Leopoldstadt) voit le jour en 1873, dont elle prend la direction, ainsi que plusieurs colonies de vacances pour enfants.
Heinz Gollwitzer dit de la princesse Marie :

« Intérieurement, elle considérait la première société viennoise avec une certaine distance, ce qui explique peut-être pourquoi elle cherchait une compensation sous la forme d'un salon "intellectuellement" significatif. Liszt, Wagner, Tegetthoff, le héros naval de l'Autriche, Makart et son protégé spécial, le poète Ferdinand von Saar, fréquentaient les soirées de la princesse, que Kaulbach a peinte comme la Léonore du Tasse. L'appartenance des théâtres viennois au portefeuille de son mari permet à la princesse de se consacrer au Burgtheater. »

## Famille

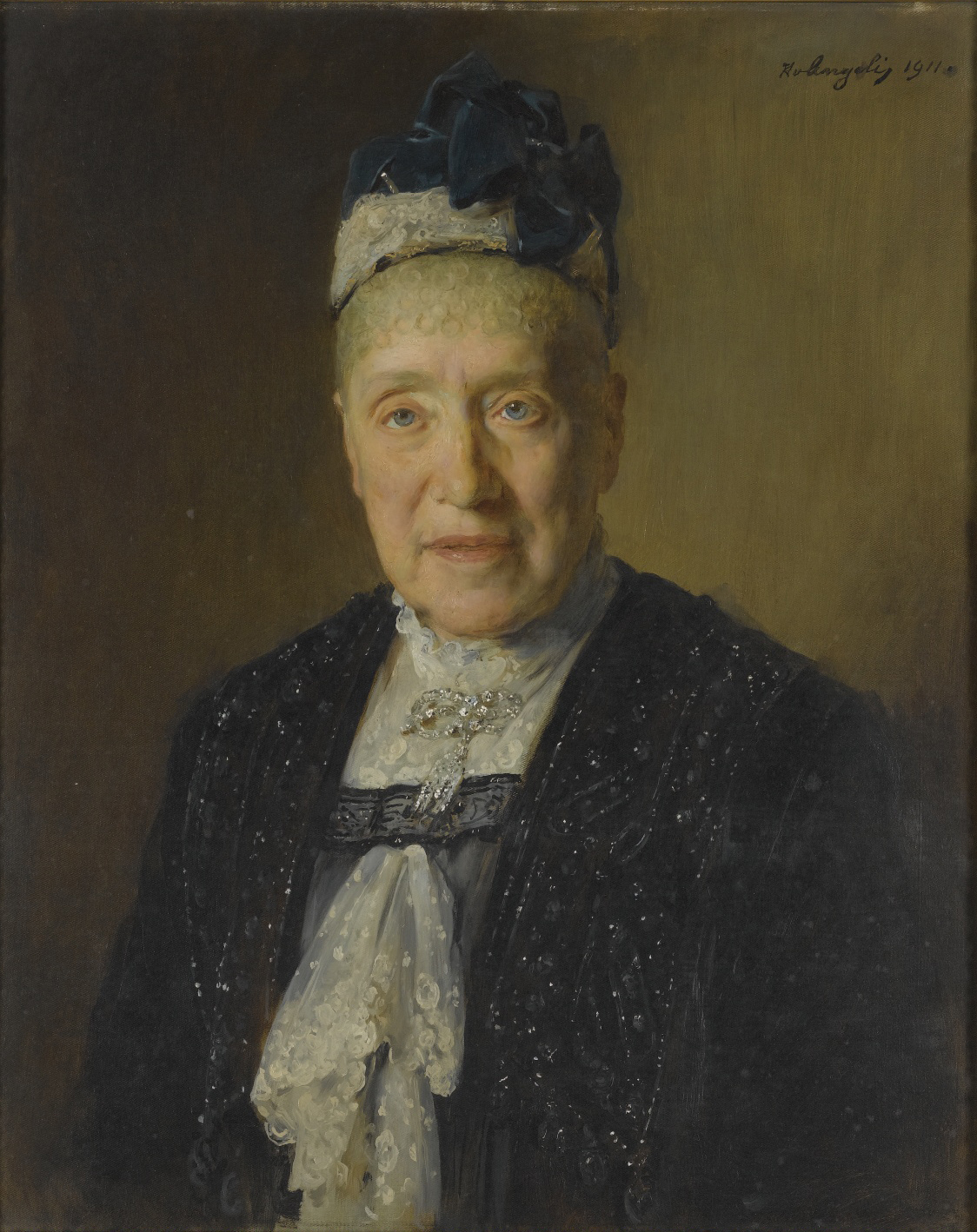
Portrait de la princesse Marie zu Hohenlohe-Schillingsfürst, par Heinrich von Angeli (1911)

Marie zu Sayn-Wittgenstein a épousé le prince Konstantin zu Hohenlohe-Schillingsfürst (de) en 1859. Le couple a eu six enfants :
- François-Joseph, prince de Hohenlohe-Schillingsfürst (1861–1871)
- Konrad, prince de Hohenlohe-Schillingsfürst (1863–1918)
- Philippe, prince de Hohenlohe-Schillingsfürst (de) (1864–1942)
- Gottfried, prince de Hohenlohe-Waldenburg-Schillingsfürst (1867–1932), marié à l'archiduchesse Henriette d'Autriche-Teschen (1883–1956)
- Wolfgang, prince de Hohenlohe-Schillingsfürst (1869–1883)
- Dorothée, princesse de Hohenlohe-Schillingsfürst (1872–1954)